# The Presumption of Stanley Hay, MP
The Presumption of Stanley Hay, MP é um filme mudo britânico de 1925, do gênero drama, dirigido por Sinclair Hill e estrelado por David Hawthorne, Betty Faire, Fred Raynham e Kinsey Peile. É adaptado de um romance de Nowell Kaye.

## Elenco
- David Hawthorne – Stanley Hay
- Betty Faire – Princesa Berenice
- Fred Raynham – Barão Hertzog
- Kinsey Peile – Rei
- Nelson Ramsey – Espião
- Dora De Winton – Lady Barmouth
- Madame d'Esterre – Madame De Vere
- Eric Bransby Williams